# Saint-Quentin-sur-Indrois
Saint-Quentin-sur-Indrois is een gemeente in het Franse departement Indre-et-Loire (regio Centre-Val de Loire) en telt 419 inwoners (2005). De plaats maakt deel uit van het arrondissement Loches.

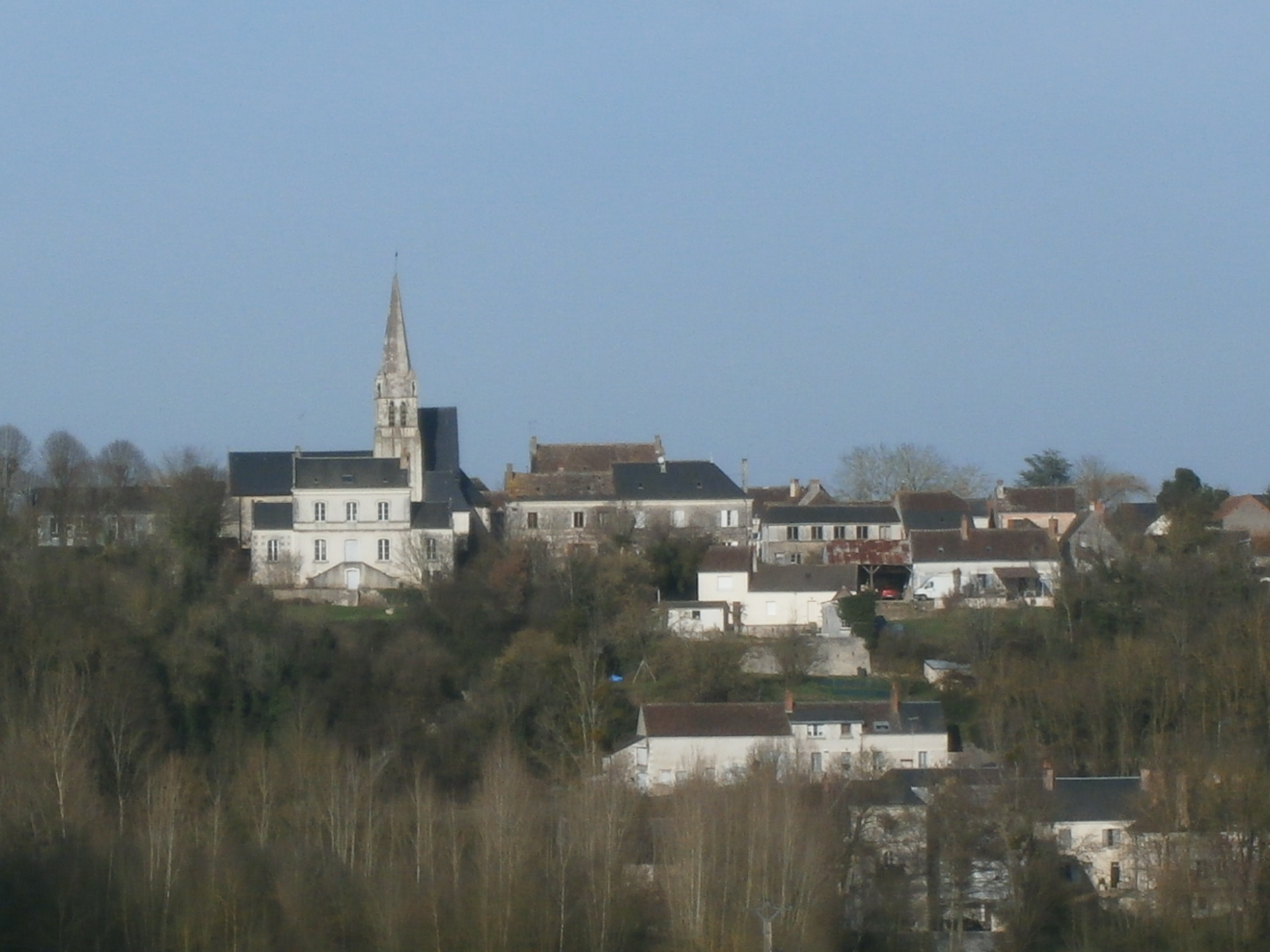
Saint-Quentin-sur-Indrois
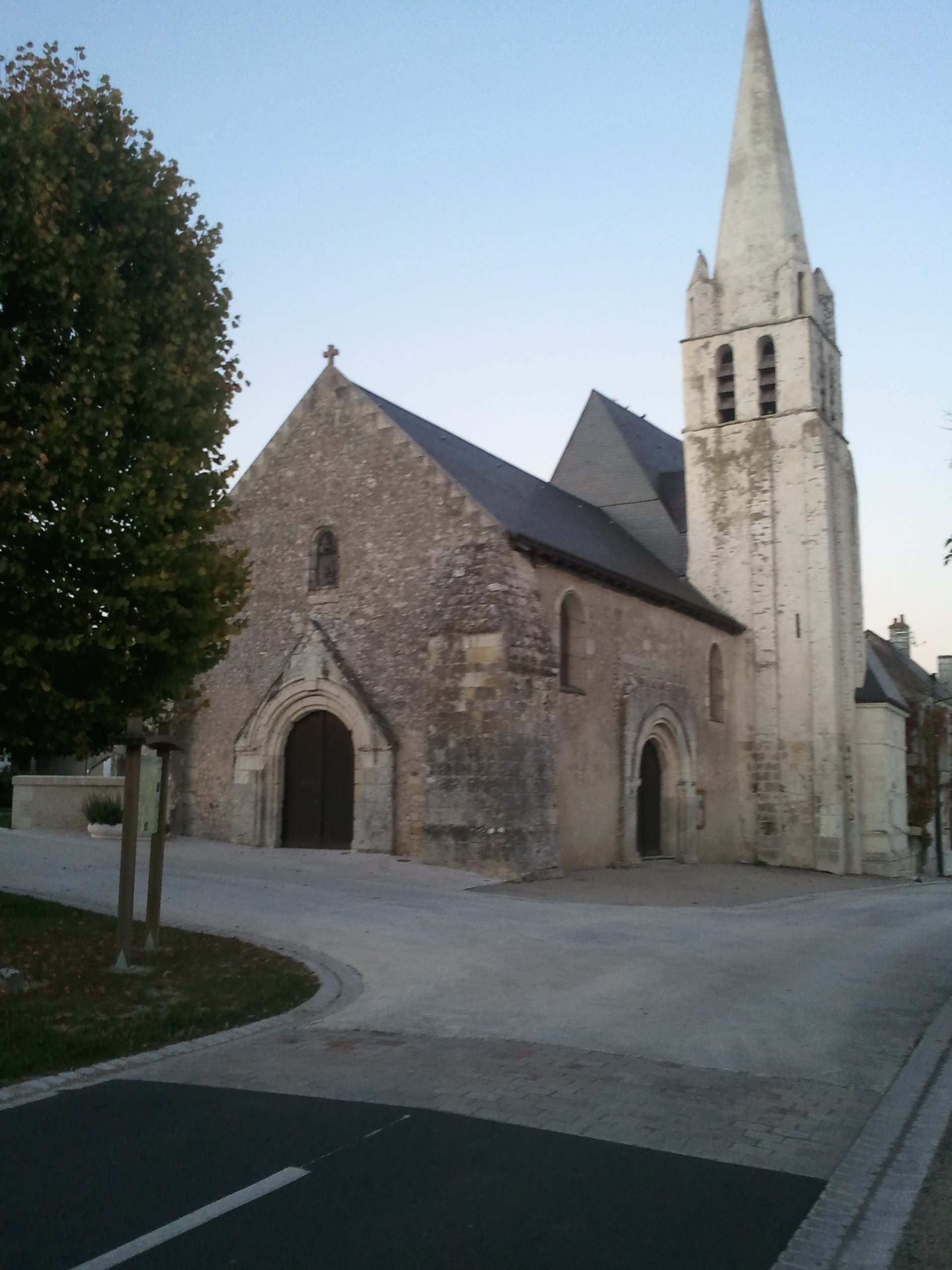
Kerk van Saint-Quentin-sur-Indrois
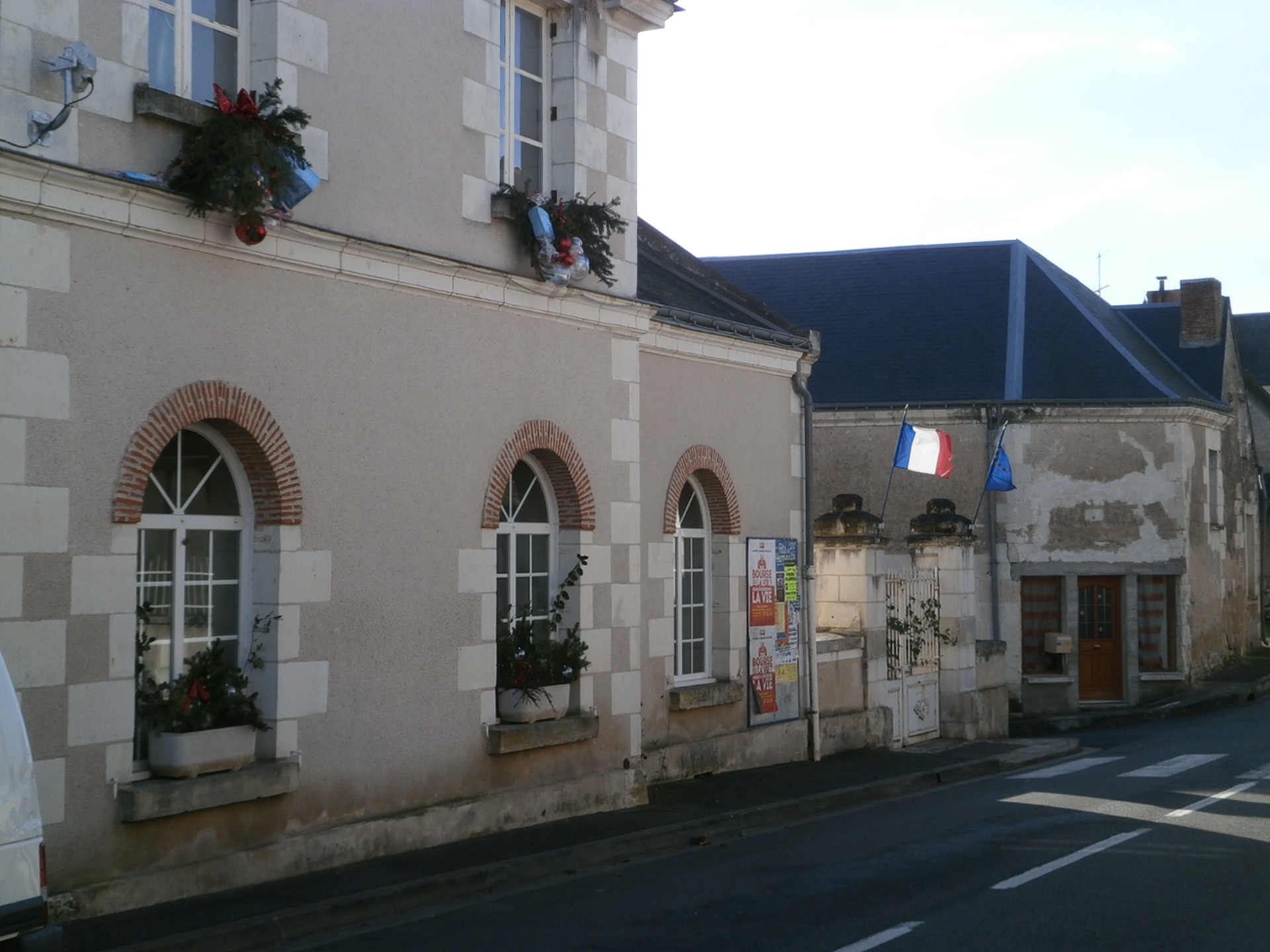
Gemeentehuis

## Geografie
De oppervlakte van Saint-Quentin-sur-Indrois bedraagt 27,0 km², de bevolkingsdichtheid is 15,5 inwoners per km².
De onderstaande kaart toont de ligging van Saint-Quentin-sur-Indrois met de belangrijkste infrastructuur en aangrenzende gemeenten.

## Demografie
Onderstaande figuur toont het verloop van het inwonertal (bron: INSEE-tellingen).

1. ↑  Populations de référence 2022.